# Zakelijk voorstel
Een zakelijk voorstel is een aanbieding die een verkoper aan een mogelijke koper (Engels: prospect) doet.
Zakelijke voorstellen kunnen in omvang variëren van een korte aanbiedingsbrief (offerte en zakelijk voorstel vallen samen), tot een pakket van een paar honderd pagina's vol met gedetailleerde specificaties, dat samen met de offerte wordt aangeboden. In het verkoopproces is het zakelijke voorstel een vehikel om de voorwaarden van een eventuele overeenkomst tussen koper en verkoper in een onderhandelingsproces te verduidelijken, en vormt het eindproduct de basis voor een hieruitvolgende contract. Vaak zal dit onderhandelingsproces uit meerdere stappen bestaan, waarbij bij elke stap een nieuwe versie van offerte en/of het zakelijk voorstel kan worden besproken. Wanneer een zakelijk voorstel door de koper eenmaal wordt geaccepteerd, schept dit een voor beide partijen juridisch bindend document.
In een zakelijk voorstel worden de producten en diensten van de verkoper in relatie tot de wensen en eisen van de koper in een gunstig daglicht gesteld. Tevens leert de koper uit een zakelijk voorstel welke mogelijkheden het aangeboden product of dienst heeft om aan zijn behoeften te voldoen. Een succesvol zakelijk voorstel resulteert in een verkoop, waarbij beide partijen krijgen wat ze willen. In dat geval spreekt men van een win-winsituatie. 